# Jean Castex
Jean Castex   (Vic de Fesensac, 25 de juny de 1965) és un alt funcionari i estadista francès. Batlle de Prada de Conflent des de 2008, fou secretari general adjunt de la presidència de la República Francesa entre 2011 i 2012, Consell Regional del Llenguadoc-Rosselló de 2010 a 2015 i conseller departamental dels Pirineus Orientals des de 2015. El 2 d'abril de 2020 se li encarregà coordinar la sortida progressiva del confinament posat en marxa a França en el marc de la pandèmia de Covid-19 i el 3 de juliol del mateix any fou nomenat Primer ministre de França per Emmanuel Macron, succeint a Édouard Phillippe.

## Biografia

### Vida pública
Net del polític Marc Castex (alcalde de Vic-Fezensac del 1971 al 1989, i senador pel Gers del 1980 al 1989), Jean Castex és diplomat per l'Institut d'Estudis Polítics de París (1986), antic alumne de l'Escola nacional d'administració (1991, promoció Victor-Hugo). Esdevingué auditor del Tribunal de Comptes de França en acabar els estudis. i, a continuació, ocupà les places de secretari general de la prefectura de Valclusa (1999-2001) i de president de la Cambra de Comptes regional d'Alsàcia de 2001 a 2005.
De 2005 a 2006 fou el director de l'Hospitalització i organització de les cures al Ministeri de les Solidaritats i de la Cohesió Social i a continuació, de 2006 a 2007, va ser director de gabinet de Xavier Bertrand al ministeri de la Salut, per acompanyar-lo a continuació al ministeri del Treball de 2007 a 2008.
Al març del 2008, fou elegit alcalde de Prada de Conflent per la UMP, i al març del 2010 va ser elegit conseller regional del Llenguadoc-Rosselló a la llista de la UMP-NC de Raymond Couderc als Pirineus Orientals. Exercí aquesta darrera funció fins a l'any 2015.
Al novembre 2010, reemplaça Raymond Soubie com a conseller per als afers socials al gabinet del president de la República francesa Nicolas Sarkozy. El 28 de febrer de 2011 va ser nomenat secretari general adjunt de l'Elisi, funció que ocupà fins a la fi del mandat del president Sarkozy, el 15 de maig de 2012.
Candidat a l'Assemblea Nacional Francesa per la 3a circumscripció dels Pirineus Orientals, va ser batut per la candidata del Partit Socialista Ségolène Neuville a les eleccions legislatives de 2012. Donà suport a la candidatura de François Fillon per a la presidència de la UMP al congrés de tardor del 2012.
A les eleccions municipals del març de 2014, és reelegit alcalde de Prada de Conflent a la primera volta amb un 70,19 % dels sufragis i, al març de l'any següent, és elegit conseller departamental del cantó dels Pirineus catalans en tàndem amb Hélène Josende.
Al setembre del 2017, és nomenat delegat interministerial als Jocs Olímpics i paralímpics de 2024 a París. El 24 de gener de 2018 és, a més, nomenat Delegat interministerial per als grans esdeveniments esportius. És president de l'Agència nacional de l'esport des de la seva fundació el 20 d'abril de 2019.
A les eleccions municipals de 2020, és reelegit alcalde ja a la primera volta, obtenint un 76% dels vots. El 2 d'abril d'aquell any el Primer Ministre de França Édouard Philippe el nomena encarregat de coordinar el treball de reflexió del govern sobre les estratègies de sortida progressiva del confinament de la població francesa originat per la pandèmia de Covid-19.

### Primer ministre de França
El 3 de juliol de 2020, Jean Castex és nomenat Primer Ministre pel President de la República Francesa pel president Emmanuel Macron, i dimiteix com alcalde de Prada. Després de la derrota de la majoria presidencial a les eleccions regionals i departamentals del 2021 el president de la República va decidir mantenir-lo al càrrec. El 25 d'abril de 2022, després de la reelecció de Macron com a president, Castex i el seu govern van dimitir amb efecte el 16 de maig.

### Vida privada
Jean Castex està casat amb Sandra Ribelaygue i és pare de quatre filles.